# Aleisa Shirley
Aleisa Ann Shirley (* 22. März 1963 in Los Angeles County, Kalifornien) ist eine US-amerikanische Schauspielerin der 1980er und 1990er Jahre.

## Leben
Shirley begann 1983 durch ihre Rolle der Melissa Morgan in dem Spielfilm Sweet Sixteen – Blutiges Inferno und die Rolle der Reena in Spacehunter – Jäger im All mit ihrer Schauspiellaufbahn. Im selben Jahr war sie in einer Episode der Fernsehserie Hitchhiker – Unglaubliche Geschichten zu sehen. Im Folgejahr wirkte sie in der Fernsehserie Rituals mit. In drei Episoden der Mini-Serie Hollywood - Intim und indiskret mimte sie die Rolle der Shelly. 1986 folgte eine Besetzung in einer Episode der Fernsehserie T. J. Hooker. Erst 1991 mit dem Fernsehfilm Lucy & Desi – Blick hinter die Kulissen und dem Direct-to-Video-Film Rock Video Girls folgten erneute Besetzungen in Spielfilmen. 1992 war sie in der Fernsehserie Lady Boss zu sehen. Zuletzt folgte eine Rolle im Spielfilm Fist of Justice.
Sie ist verheiratet mit Kevin McKim. Die Familie lebt abwechselnd in Los Angeles und South Carolina.

## Filmografie
- 1983: Sweet Sixteen – Blutiges Inferno (Sweet Sixteen)
- 1983: Spacehunter – Jäger im All (Spacehunter: Adventures in the Forbidden Zone)
- 1983: Hitchhiker – Unglaubliche Geschichten (The Hitchhiker) (Fernsehserie, Episode 1x01)
- 1984: Rituals (Fernsehserie)
- 1985: Hollywood - Intim und indiskret (Mini-Serie, 3 Episoden)
- 1986: T. J. Hooker (Fernsehserie, Episode 5x10)
- 1991: Lucy & Desi – Blick hinter die Kulissen (Lucy & Desi: Before the Laughter) (Fernsehfilm)
- 1991: Rock Video Girls
- 1992: Lady Boss (Fernsehserie)
- 1995: Fist of Justice